# Katedra w Haderslev
Katedra w Haderslev (duń. Haderslev Domkirke) – mieści się w Haderslev w regionie Dania Południowa, w Danii.
Gotycka katedra (również znana jako Vor Frue Kirke, Kościół Marii Panny) jest jedną z najświetniejszych w Danii; to dominuje nad średniowiecznym centrum i wieżami. Pochodzi głównie z XV wieku. Była pierwszym kościołem w Danii, w której były głoszone idee Marcina Lutra. Ma 16-metrowe wysokie okna. Posiada olbrzymie organy a publiczne koncerty są dawane regularnie. Współczesny gotyk jest dodany do atrakcji katedry przez wszechstronnie utalentowaną obecną królową, Małgorzatę II, która zaprojektowała szaty pastorów. Zwiedzania z przewodnikiem są organizowane po umówieniu.